# Instituto do Patrimônio Artístico e Cultural da Bahia
O Instituto do Patrimônio Artístico e Cultural da Bahia (IPAC) é uma autarquia vinculada à Secretaria de Cultura do Estado da Bahia (Secult), e atua de forma integrada e em articulação com a sociedade e os poderes públicos municipais e federais, na salvaguarda de bens culturais tangíveis e intangíveis, na política pública estadual do patrimônio cultural e no fomento de ações para o fortalecimento das identidades culturais da Bahia.
Patrimônio Cultural é tudo o que faz parte da construção histórica e cultural do ser humano em um determinado espaço físico, entendendo-se cultura como complexo que inclui conhecimento, crenças, arte, morais, leis, costumes e outras aptidões e hábitos adquiridos pelo homem como membro da sociedade.
.Segundo o artigo 216 da Constituição Federal, “constituem patrimônio cultural brasileiro os bens de natureza material e imaterial, tomados individualmente ou em conjunto, portadores de referência à identidade, à ação, à memória dos diferentes grupos formadores da sociedade brasileira, nos quais se incluem:
.
I - as formas de expressão;
II - os modos de criar, fazer e viver;
III - as criações científicas, artísticas e tecnológicas;
IV - as obras, objetos, documentos, edificações e demais espaços destinados às manifestações artístico-culturais;
V - os conjuntos urbanos e sítios de valor histórico, paisagístico, artístico, arqueológico, paleontológico, ecológico e científico.

## Objetivos
Inicialmente, o decreto que instituiu a autarquia dizia o seguinte:

Serão turísticos e culturais os fins da Fundação que se prendem dentro do binômio cultural e turismo, à estabilização, restauração, conservação e aproveitamento condigno dos bens, imóveis e móveis de interesses artísticos e históricos para fins de seu conhecimento, promoção e adequada utilização como centro turístico e de difusão cultural— Decreto 20.530 Cap. L, art.3°
Hoje, com a Resolução n° 016/03, foi aprovado um novo regimento, cuja finalidade e competência são transcritos a seguir.

Finalidade e competência – Instituto do Patrimônio Artístico e Cultural da Bahia- IPAC tem por finalidade executar a política de preservação do patrimônio cultural da Bahia, estimular e promover as atividades relacionadas com museus, organizando, atualizando e difundindo seus acervos.— 
O objetivo é a promoção e execução, através de todos os meios legais, da política de preservação dos patrimônios culturais da Bahia. Incluindo o que for necessário para essa preservação, como a restauração, pesquisa, difusão e documentação da produção técnica e científica necessária, além da colaboração na formulação da política de educação patrimonial ao lado de órgãos da área educacional.
Além da proteção legal aos bens tombados, é dever do IPAC cuidar da difusão da consciência patrimonial e da criação de instrumentos e mecanismos (editais, fundos de incentivos à cultura e financiamentos) que contribuam, de maneira universal e eficaz, para a preservação da memória e identidade culturais em todo o Estado. 
À comunidade cabe zelar pela preservação do patrimônio cultural, pelo qual é a principal responsável, logo, é seu dever atender às restrições estabelecidas pelos órgãos de preservação, para que tenha o direito de usufruir de um meio ambiente saudável e de uma herança cultural que a distinga e a identifique.

## História
Foi criada devido a uma visita de um consultor da UNESCO ao Brasil e, em seu realtório, alertou para a necessidade de um órgão estadual atento aos patrimônios baianos. Assim, o então governador da Bahia Luís Viana Filho assinou a Lei Estadual n° 2.464 de 13 de setembro de 1967, criando a Fundação do Patrimônio Artístico e Cultural da Bahia – FPACBa, cuja regulamentação foi instituída pelo Decreto 20.530 de 3 de janeiro de 1968.
A primeira (pre)ocupação da fundação foi a retauração do Centro Histórico de Salvador (CHS), o qual não estava em boas condições de conservação, aliás, um dos motivos para sua criação. E, três anos depois, em 1970, as obras no Largo do Pelourinho foram começadas.
Em 1978, quando ainda era vinculado à Secretaria de Educação e Cultura da Bahia, finalmente ganhou a atribuição de tombar patrimônios culturais por meio da Lei 3.660 de 8 de junho de 1978 regulamentada pelo Decreto n° 26.319 de 23 de agosto de 1978. Ainda neste ano, o Plano Diretor do Pelourinho (PLANDIP) foi criado.
Já na década de 1980, a Lei Delegada n° 12 de 30 de dezembro de 1980 transformou a Fundação do Partimônio numa autarquia sob a denominação "Instituto do Patrimônio Artístico e Cultural da Bahia" (IPAC), e agora vinculada à Secretaria da Cultura (Secult). E na metade da década, em 1985, passa a ter o primeiro Patrimônio da Humanidade na Bahia, o título foi dado pela UNESCO ao CHS. Este, felizmente, é devolvido totalmente restaurado à cidade soteropolitana logo em 1991.
No século XXI, o IPAC obtêm um nove regimento através duma resolução de 2003. E assim, os museus estaduais antes administrados pela Fundação Cultural do Estado da Bahia (FUNCEB) passa ser responsabilidade da Diretoria de Museus (DIMUS), agora integrada à estrutura do IPAC. Primeiramente, os museus tutelados pelo IPAC foram o Palácio da Aclamação, Museu Wanderley de Pinho, Museu Abelardo Rodrigues, Parque Histórico Castro Alves, Museu de Azulejaria Udo Knoff. Além desses, também foram agregados o Museu de Arte da Bahia (MAB) e o Museu de Arte Moderna da Bahia (MAM-BA).
A Lei n° 8.899 de 18 de dezembro de 2003 instituiu a criação do Registro dos Mestres dos Saberes e Fazeres da Cultura Tradicional Popular, um livro próprio do IPAC, inserido na esfera da Administração Pública Estadual. No ano seguinte, correspondendo à sua finalidade de formulação de políticas de educação patrimonial, a portaria interna n° 001 de 4 de novembro criou o Centro de Referência e Educação Patrimonial (CREP) para formular, implementar, executar ações e procedimentos nesse sentido no território do estado da Bahia.